# Роксолянка
Роксоля́нка (бел. Раксалянка) — деревня в составе Сычковского сельсовета Бобруйского района Могилёвской области Республики Беларусь.
Название происходит от поговорки «Рак солит Янку».

## Население
- 1999 год — 41 человек
- 2010 год — 19 человек

## Галерея

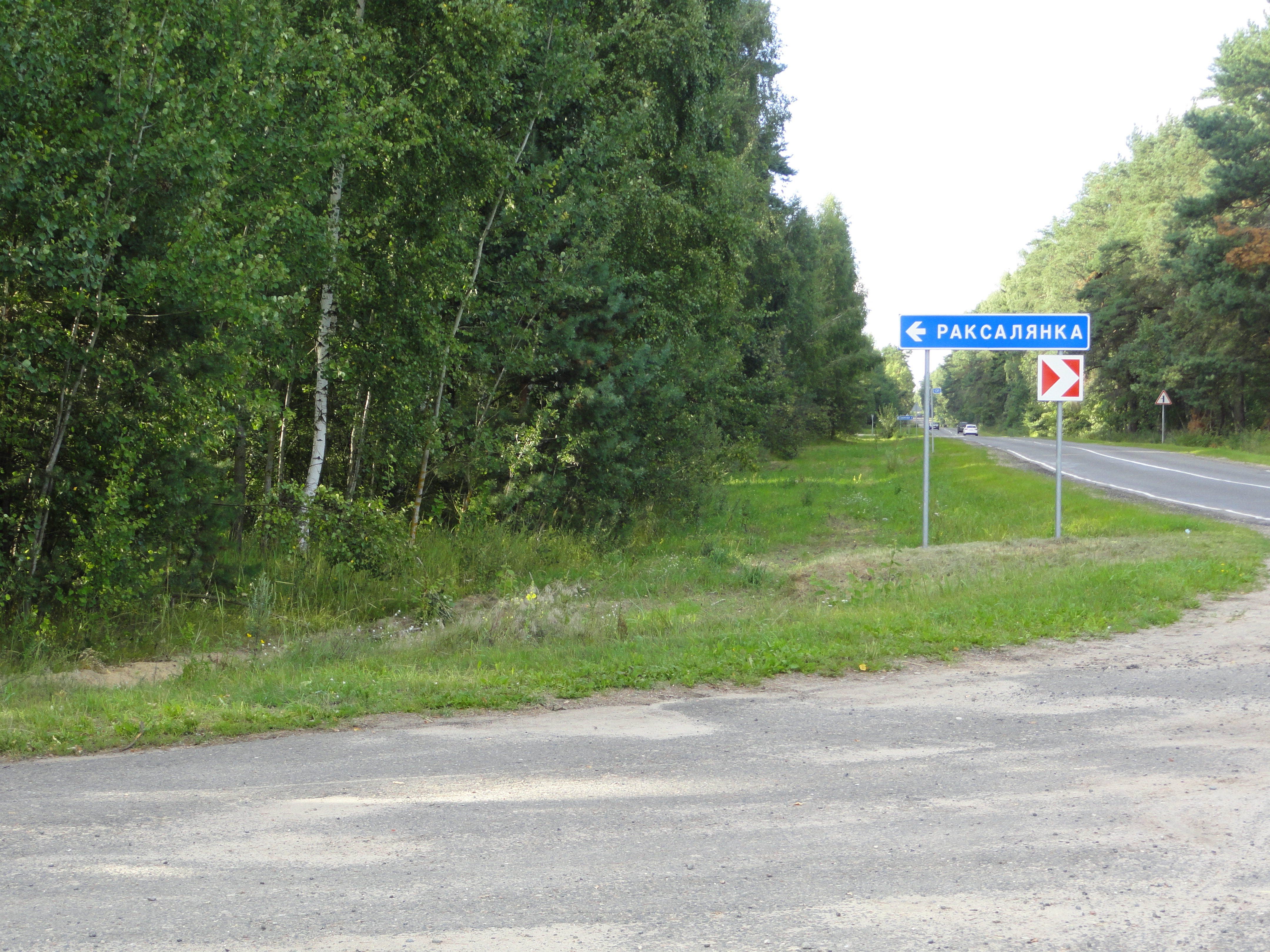
Указатель на Роксолянку на трассе Бобруйск—Елизово
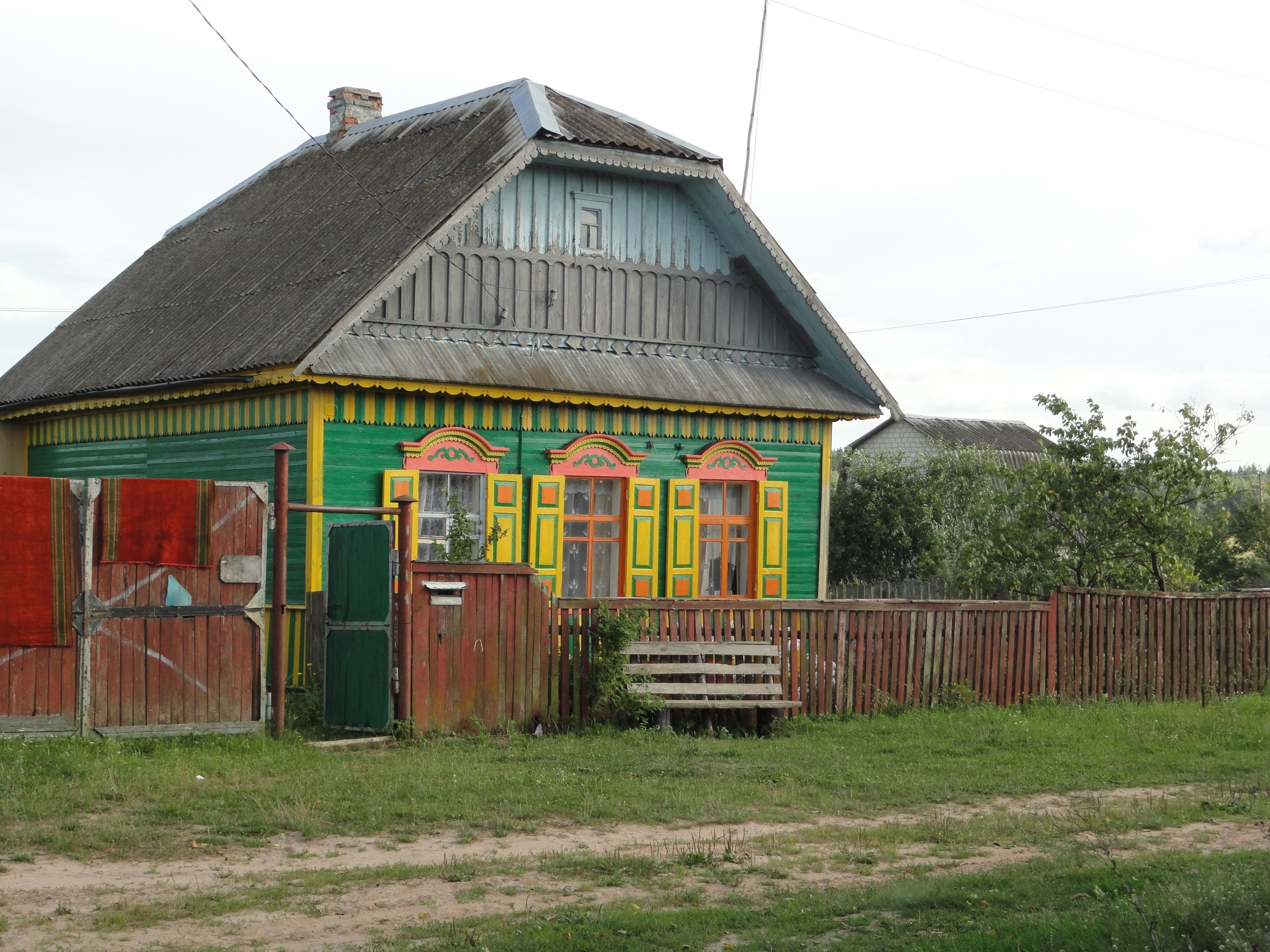
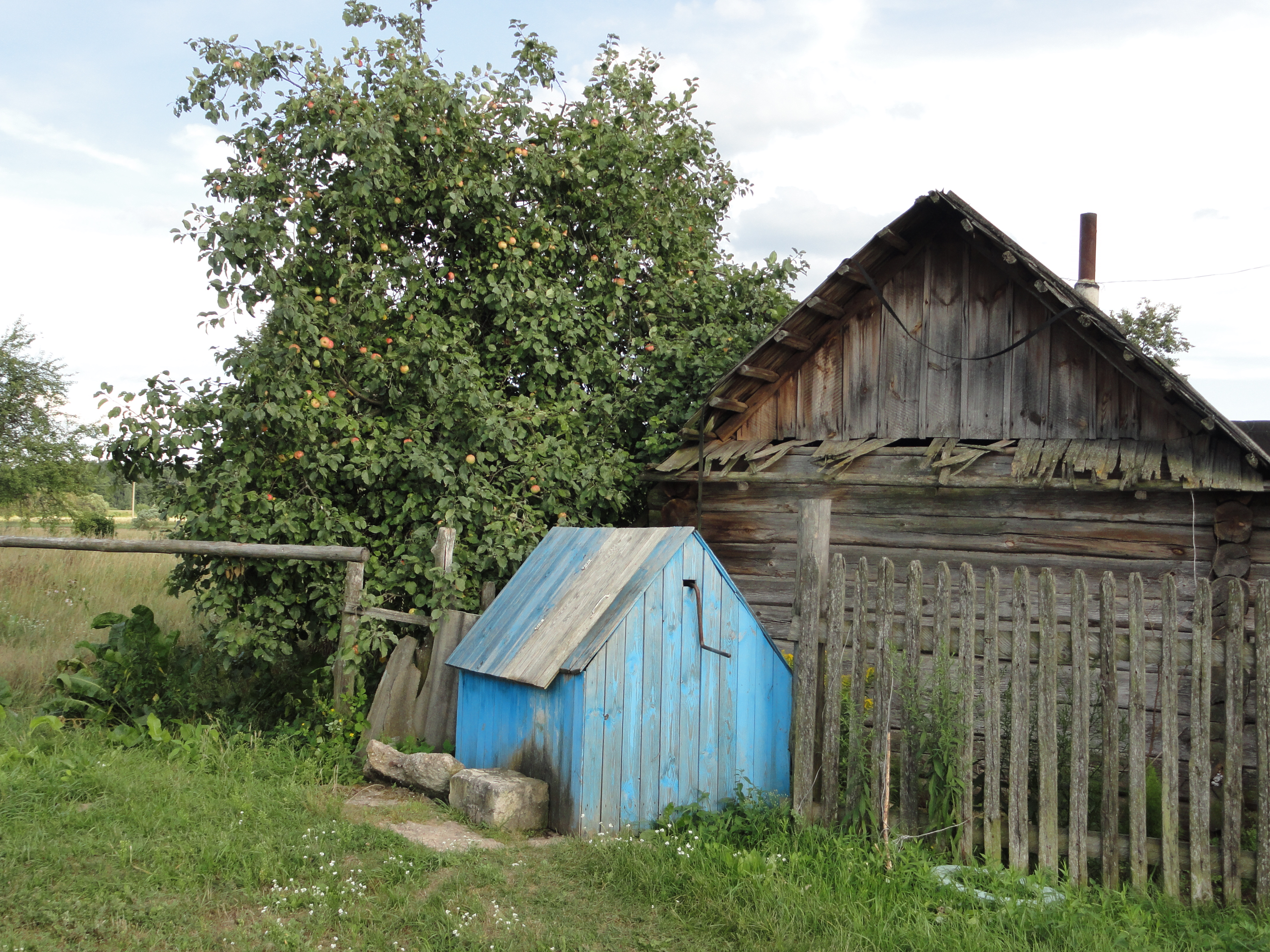
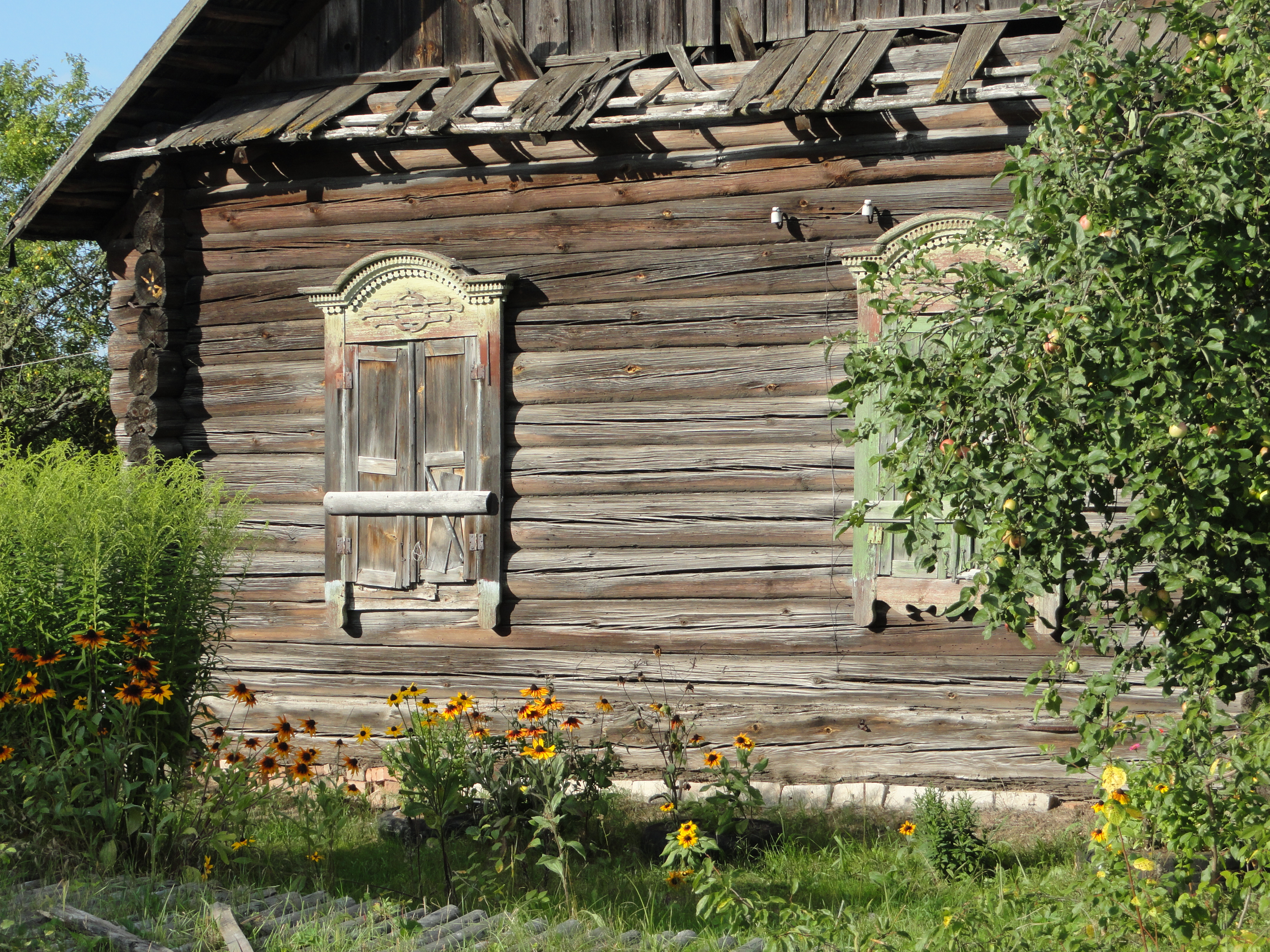
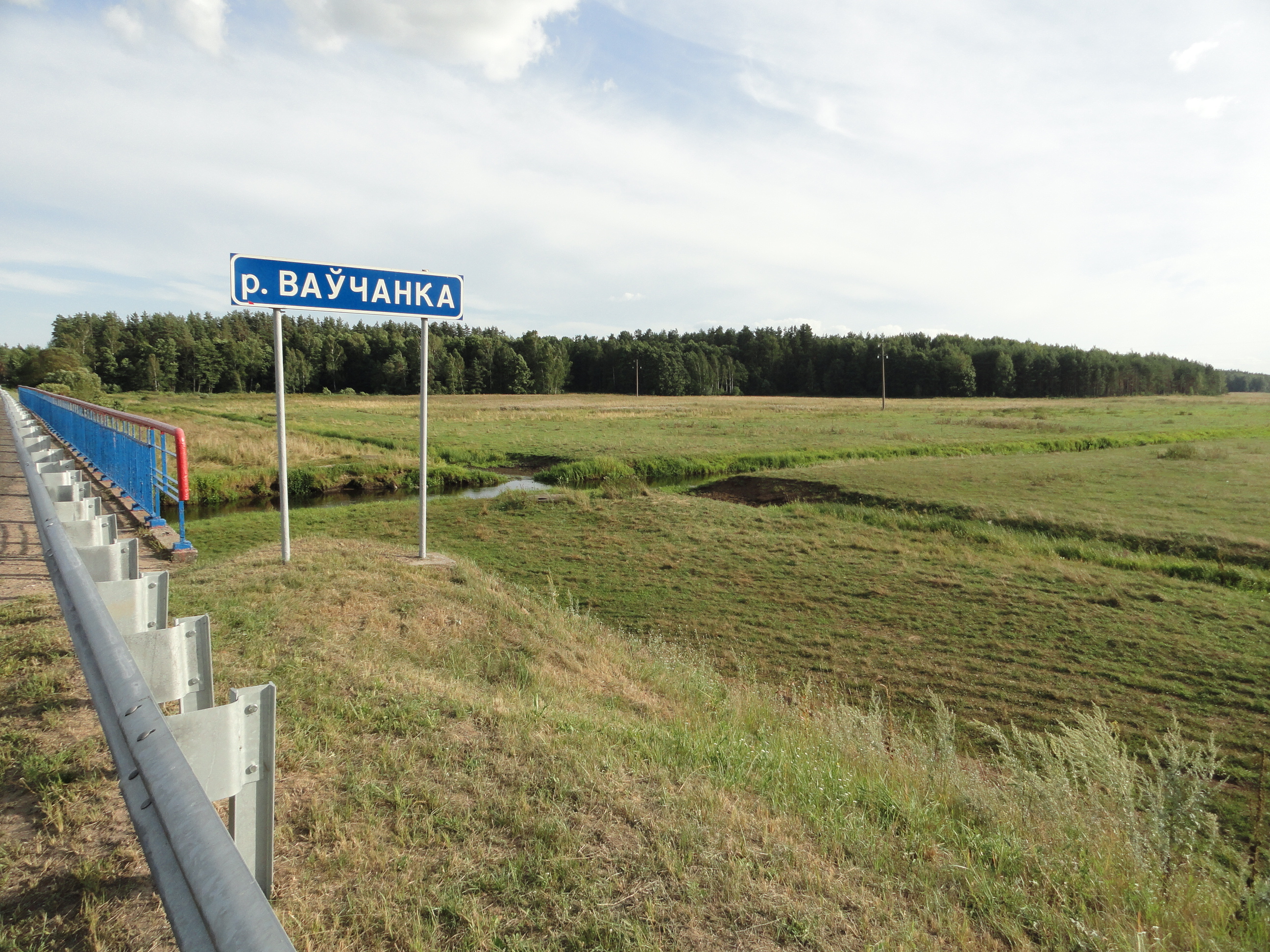
Мост через Волчанку близ Роксолянки
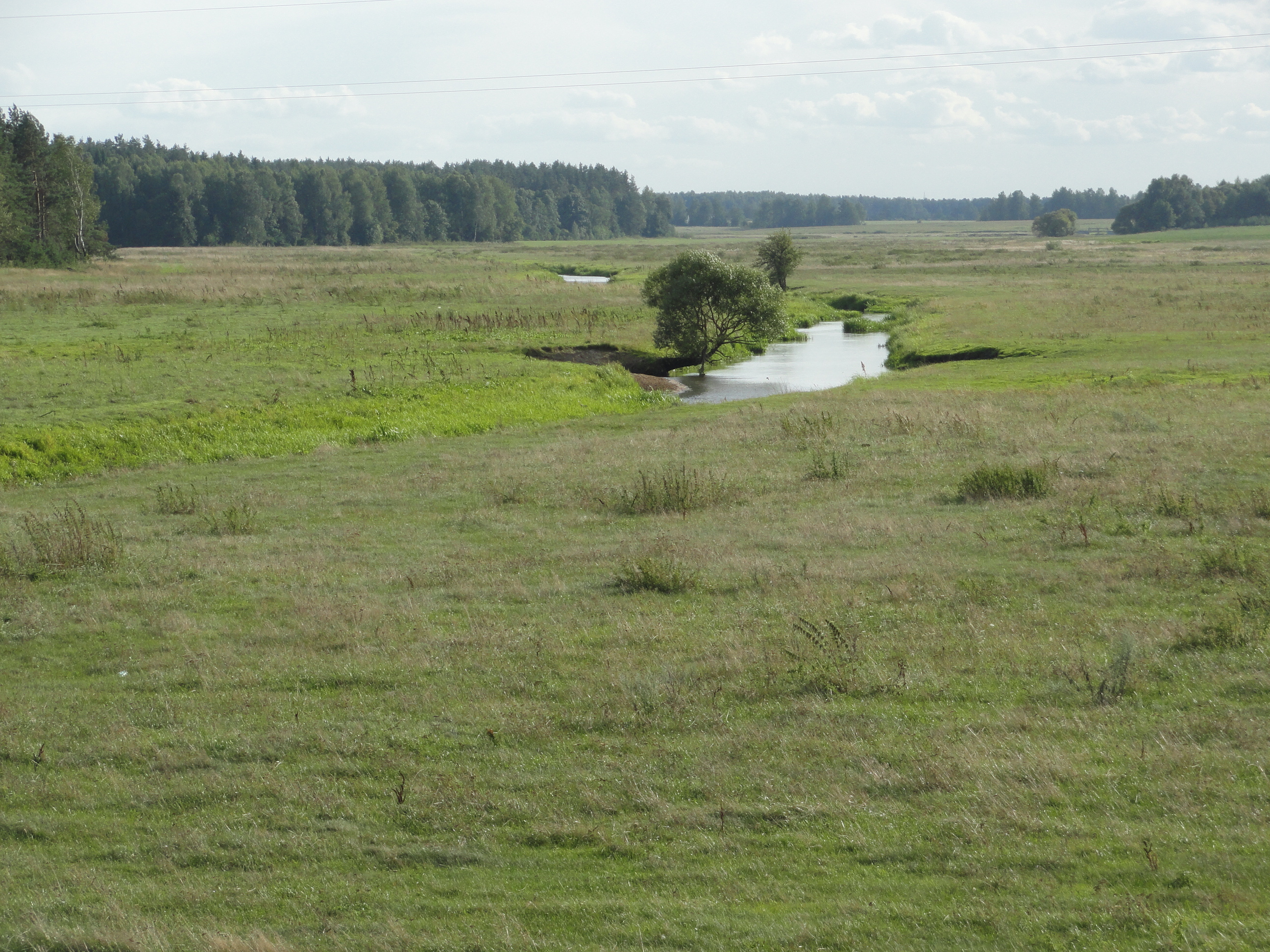
Река Волчанка близ Роксолянки